# Litarachna triangularis
Litarachna triangularis is een mijtensoort uit de familie van de Pontarachnidae. De wetenschappelijke naam van de soort is voor het eerst geldig gepubliceerd in 2009 door Smit.